# Shin Hye-sun
Shin Hye-Sun (hangeul : 신혜선), née le 31 août 1989 à Séoul, est une actrice sud-coréenne.

## Biographie
Shin Hye-sun a fait ses débuts en tant qu'actrice dans le drame télévisé School 2013, un épisode de la longue série School, après avoir réussi l'audition pour interpréter quelques rôles d'écolière.  Elle a joué un personnage mineur avec le même nom que le sien.
Shin a commencé à décrocher des rôles plus importants en 2015 avec Oh My Ghost et She Was Pretty. Bien que les deux titres soient des comédies romantiques, ses personnages varient considérablement.
Sa percée est survenue en 2016 avec Five Enough. Son rôle de femme crédule, naïvement romantique et son association avec l'acteur Sung Hoon ont gagné en popularité parmi les téléspectateurs. La même année, elle a joué dans le drame romantique fantastique The Legend of the Blue Sea.
En 2017, elle a joué son premier rôle de premier plan dans A Day. Shin a ensuite joué un personnage clé dans une série de thrillers à succès Stranger. Peu de temps après, elle a été choisie pour la première fois dans un rôle de protagoniste avec le drame My Golden Life de KBS2. Le drame a été un succès majeur en Corée du Sud et a dépassé les cotes de 40%, conduisant à une reconnaissance accrue de Shin.
En 2018, Shin a été castée dans le drame spécial The Hymn of Death dans le rôle de Yun Sim-deok. Elle a également joué dans le drame de la comédie romantique Still 17. La même année, elle a participé au film juridique Innocence.
En 2019, Shin a joué dans le drame romantique fantastique Angel's Last Mission: Love. 
En 2020, Shin Hye-Sun joue le rôle de Kim So-Yong aux côtés de Kim Jung-hyun dans le drama Mr. Queen.

## Filmographie

### Films
- 2014 : One Summer Night : So-ra
- 2014 : Return Match : Joo-yeon
- 2016 : A Violent Prosecutor : Yoon-ah
- 2017 : A Day : Mi-kyung
- 2020 : Innocence : Ahn Jeong-in
- 2020 :  Tomb Robbery
- 2023 : Don't Buy the Seller (타겟) de Park Hee-kon : Soo-hyeon

### Séries télévisées
- 2012 : School 2013 : Shin Hye-sun
- 2014 : Angel Eyes : Young Cha Min-soo
- 2014 : High School King of Savvy : Go Yoon-joo
- 2014 : Forever Young : Han Mi-so
- 2015 : Oh My Ghostess : Kang Eun-hee
- 2015 : She Was Pretty : Han Seol
- 2016 : Five Enough : Lee Yeon-tae
- 2015 : Legend of the Blue Sea : Cha Si-ah
- 2017 : Stranger : Young Eun-soo
- 2017 : My Golden Life : Seo Ji-an
- 2018 : Still 17 : Woo Seo-ri
- 2018 : The Hymn of Death : Yun Sim-deok
- 2019 : Angel's Last Mission: Love : Lee Yeon-seo
- 2020 : Mr. Queen : Kim So-Yong
- 2023 : See You in My 19th Life : Ban Ji-Eum
- 2023 : Retour à Samdal-ri : Cho Sam-dal / Cho Eun-hye

### Clips vidéo
- 2013 : Curious de What Women Want ft. Jung-yup[1],[2]
- 2018 : Feel Like de Naul[3]
- 2018 : Snowfall de g.o.d[4]